# 东方红4型柴油机车
东方红4型柴油机车是中国铁路使用的一种大功率液力传动柴油机车，也是中国铁路史上研制周期最长的铁路机车车型，从1964年开始研制到1982年被终止下马，整个研制过程历时将近18年，青岛四方机车车辆厂、戚墅堰机车车辆厂、资阳内燃机车厂、大连内燃机车研究所、戚墅堰机车车辆工艺研究所等均曾经参与设计试制，最终却因各种原因而未能投入批量生产。
东方红4型机车最初由四方机车车辆厂设计试制，并于1969年试制成第一台原型车，随后转由戚墅堰机车车辆厂改进设计，于1971年又试制了第二台机车。1971年起，戚墅堰、资阳、四方工厂联合设计，对柴油机、传动系统、总体布置作出较大改动，于1974年底试制成第三台机车，并完成了10万公里运用考核试验。1975年，资阳内燃机车厂接手东方红4型机车的试制和改进任务，并再一次对机车总体布置和传动系统重新设计，分别于1977年、1979年、1981年各试制了一台机车。

## 历史

### 开发背景
1960年代至1970年代初是大功率液力传动柴油机车的发展高峰。为了增加列车牵引重量和提高行车速度，机车单机功率伴随着技术发展而不断提高。西德、美国、苏联、法国等国家均致力于提高柴油机和液力传动装置的功率，并曾经设计制造了十多种4000马力或以上的液力传动柴油机车。1962年，中华人民共和国铁道部确定了动力改革“内燃、电力机车并重，以内燃为主”的方针，在发展内燃机车方面确定了“高速柴油机和中速柴油机并举，电力传动和液力传动并举”的方针，并确定以大连、四方、戚墅堰三个工厂为主力，加强内燃机车的试制工作。1963年8月，经国务院批准成立了“国家大功率牵引动力内燃化、电气化领导小组“。1964年6月，铁道部向所属机车车辆工业下达了《1964—1965年科学技术发展计划》，同年大连热力机车研究所开展了大功率液力传动柴油机车用高速柴油机的研究。大连所对当时国内外同类型大功率柴油机的发展趋势进行了调查之后，向铁道部上报了关于高速柴油机选型和技术参数的建议书，提出研制四冲程、水冷式、涡轮增压、中间冷却的高速柴油机，气缸内径200毫米、活塞行程230毫米，近期目标为单缸功率130马力、额定转速每分钟1300转，远期目标为单缸功率190马力、额定转速每分钟1500转。该方案随后交由四方机车车辆厂和戚墅堰机车车辆厂继续进行研究和设计，为日后出现的16V200系列柴油机打下了基础。
与此同时，根据中共中央关于集中力量进行三线建设的方针，铁道部开始将沿海地区一些重要的铁路工业搬迁到西南、西北地区。1964年9月，铁道部决定将戚墅堰机车车辆厂的内燃机车制造部分，青岛四方机车车辆厂的液力传动和齿轮装置制造部分、戚墅堰、大连、天津、南口四家工厂的柴油机配件制造部分迁往西南，在四川省广元县建立内燃机车生产基地。1965年3月，为了给广元内燃机车厂进行产品选型，铁道部工厂总局率领广元内燃机车厂筹建处和戚墅堰机车车辆厂的工程师，前往英国、法国、西德、奥地利等国，就各国的柴油机车技术情况进行考察。1965年8月，铁道部决定将工厂选址改为资阳县，建立资阳内燃机车厂。1965年12月，国家计委批复《资阳内燃机车总厂设计任务书》，拟定工厂规模为年产4000马力液力传动内燃机车100台，高速柴油机250台，液力传动装置200套。同月，中国技术进出口总公司与西德亨舍尔公司签订外贸合同，引进四台以德国联邦铁路V320型柴油机车为基础、根据中国方面订货要求而设计的NY5型柴油机车，作为自主研制大马力液力传动柴油机车的技术样板。

### 四方工厂试制阶段
1964年至1965年，青岛四方机车车辆厂参与了铁道部组织的内燃机车高速柴油机研制大会战，完成了16V200ZL型柴油机单缸热工性能的调整试验研究，为该型柴油机热力性能参数的设计确立了依据。1966年3月，铁道部放弃引进国外高速柴油机技术专利的打算，确定将四方机车车辆厂设计的16V200ZL型柴油机作为资阳内燃机车厂的代表产品。1966年底，四方机车车辆厂试制出第一台缸径200毫米、行程220毫米、气缸夹角45°的16V200ZL型柴油机，并开始了漫长的反复试验和改进工作，对柴油机曲轴、凸轮轴、气缸盖、连杆、活塞等主要零部件进行改良。1967年，NY5型柴油机车运抵中国，并完成了一系列的性能试验。1968年夏季，为了消化吸收西德的液力传动技术，铁道部工厂总局安排有关单位在四方机车车辆厂内，对NY5型柴油机车所使用的福伊特L830rU型液力传动装置和KB510型液力制动器进行测绘。同年，经铁道部工厂管理总局安排，由青岛四方机车车辆厂、戚墅堰机车车辆厂、大连热力机车研究所、大连铁道学院、上海交通大学等单位组成了大马力内燃机车联合设计组。
1969年9月，为庆祝中华人民共和国二十周年国庆，四方机车车辆厂试制成第一台东方红4型柴油机车（设计代号SFJ4），该型机车为干线客货运用的5000马力（3675千瓦）双机组液力传动柴油机车，可根据牵引需要调节中间齿轮箱的齿轮传动比，作为客运机车（最高速度160公里/小时）或货运机车（最高速度100公里/小时）使用。机车装用两台16V200ZL型高速柴油机，气缸夹角为45°，小时标定功率为2500马力，装车运用功率为2200马力（1640千瓦），额定转速为每分钟1500转。机车装有两套独立而又相同的液力传动系统，由液力变速箱、中间齿轮箱、车轴齿轮箱、万向轴等部件组成。柴油机的位置靠近车体中部，液力变速箱安装在两个转向架外侧车轴上方的主车架上，而中间齿轮箱则安装在转向架上。液力传动装置采用四方机车车辆厂与大连热力机车研究所联合设计的SF2122型液力变速箱，结构类似于福伊特L218rU型液力传动装置（用于德国联邦铁路V320型柴油机车），内装有一个B5-5型起动变扭器、一个B9（B4-6）型运转变扭器、一个CP08型液力偶合器，三个液力元件共用一对齿轮输出，并设有液力制动装置。第一台东方红4型机车出厂后经过了初步试验和线路试运行，后因文化大革命而废弃。

### 戚墅堰工厂试制阶段
四方机车车辆厂的东方红4型柴油机车试制成功后，因考虑到戚墅堰机车车辆厂是资阳内燃机车厂的对口包建单位，铁道部决定将东方红4型柴油机车的试制和改进任务转由戚墅堰工厂承担。1970年，戚墅堰机车车辆厂在16V200ZL型柴油机的基础上，设计试制了气缸尺寸相同但气缸夹角为70°的16V200ZL-1型柴油机。1971年10月，戚墅堰机车车辆厂试制的第一台东方红4型0001号机车出厂（设计代号QSJ3）。该机车装用两台16V200ZL-1型高速柴油机，小时标定功率为2500马力，装车运用功率为2250马力（1654千瓦），额定转速为每分钟1500转。主传动路线与四方工厂制造的第一台机车基本相同。液力传动装置采用戚墅堰机车车辆厂与大连热力机车研究所联合设计的QS2025型液力变速箱。由于液力偶合器对于柴油机寿命和传动性能都有不利影响，因此与四方工厂的SF2122型液力变速箱相比，新的QS2025型液力变速箱取消了液力偶合器，内装有一个QS1型起动变扭器和一个QS2型运转变扭器，通过充排油自动接入或退出工作来完成换档。东方红4型0001号机车出厂后，曾在上海铁路局管内进行了线路运行试验，走行里程达2万多公里，在京沪铁路上的最高运行速度达到119～121公里/小时。
1971年3月，根据交通部内燃机车及船用柴油机会战会议的决定，大连热力机车研究所、四方机车车辆厂、资阳内燃机车厂、戚墅堰机车车辆工艺研究所、兰州铁道学院等单位开始对16V200ZL、16V200ZL-1型柴油机进行改进，设计试制气缸夹角为45°的16V200ZL-2型柴油机。与前者相比，16V200ZL-2型柴油机采用了经重新设计的曲轴、活塞和机体结构，装用无锡动力机厂制造的40GP-4型涡轮增压器，通过改变轴系部件解决了柴油机振动与曲轴扭振问题，并且调整了燃油和燃烧系统参数以降低排气温度和燃油消耗率。1973年至1974年期间，16V200ZL-2型柴油机先后完成了100小时连续运转试验、500小时耐久性试验和增压配套试验。1974年7月，16V200ZL-2型柴油机在交通部技术鉴定会议上通过部级鉴定，会议讨论认为该型柴油机的性能指标基本上达到了设计要求，可以初步定型。
1974年底，戚墅堰机车车辆厂完成试制东方红4型2001号机车（设计代号QSJ5），机车装用两台16V200ZL-2型高速柴油机，小时标定功率为2500马力，装车运用功率为2250马力（1654千瓦），额定转速为每分钟1500转。机车总体布置及主传动路线和之前试制的两台机车有较大变化，液力变速箱的安装位置靠近车体中部，而柴油机则安装在司机室之后， 中间齿轮箱安装在转向架构架上。中间齿轮箱内有两对不同传动比的齿轮，通过调换齿轮对以满足客运（最高速度140公里/小时）或货运（最高速度100公里/小时）需要。柴油机输出的功率经第一万向轴传给液力变速箱，然后从液力变速箱输出的扭矩经第二万向轴、中间支承装置、第三万向轴传入中间齿轮箱，最后从中间齿轮箱经过第四、第五、第六万向轴分别传给前后三个车轴齿轮箱，这种传动布置方式与中国向西德订购的NY5、NY6、NY7型柴油机车相同。传动装置采用经过改良的QS2025型液力变速箱，进一步提高了传动效率；由于机车最高速度下降，增速齿轮比亦有所改变；变速箱附有液力制动器，最大制动功率为1500马力。转向架采用箱型断面焊接构架、双拉杆式轴箱定位装置、二点式平面摩擦旁承支承装置、低位牵引拉杆装置、独立作用式单侧闸瓦制动装置。
东方红4型2001号机车出厂后，随即开始进行10万公里运用考核，首先在上海铁路局管内的沪杭铁路、沪宁铁路、萧甬铁路、浙赣铁路等投入线路运行试验，并完成了机车振动试验，牵引性能试验和机车噪音测量，至1976年转往北京铁路局灵丘机务段，与NY7型柴油机车一同在京原铁路进行货物列车牵引试验。东方红4型机车在平道上牵引3970吨的货物列车时，最大平衡速度可达85公里/小时；在牵引定数1500吨、12‰长大坡道的情况下，平衡速度只比5000马力的NY7型机车低5公里/小时。2001号机车完成10万公里考核之后回厂进行了拆检，拆检结果表明机车各项指标都达到了设计要求。

### 资阳工厂试制阶段
1971年，随着资阳内燃机车厂逐步建成投产，交通部决定先让其试制东方红2型液力传动调车机车，为以后试制东方红4型柴油机车累积经验。1975年初，根据铁道部决定，东方红4型机车的试制和改进任务交由资阳内燃机车厂继续进行，戚墅堰机车车辆厂将该型机车的全部技术资料转交资阳内燃机车厂。1975年至1976年，资阳内燃机车厂在大连内燃机车研究所和西南交通大学等的协助下，对东方红4型机车的总体布置和传动系统重新设计，同时对16V200ZL-2型柴油机进行局部修改，并按照国家标准规定将型号变更为16V200Z型柴油机。1977年7月，资阳内燃机车厂先后成功试制首台16V200Z型柴油机和首台ZJ2122型液力传动装置。同年9月29日，资阳内燃机车厂试制的东方红4型0002号机车正式出厂。1979年和1981年，资阳内燃机车厂又先后试制了东方红4型0003号、0004号两台机车。
资阳工厂试制的东方红4型机车与之前几台机车相比，大幅度改变了机车总体布置和液力传动系统。戚墅堰工厂试制的2001号机车采用带有中间齿轮箱的主传动系统，中间支承装置与中间齿轮箱之间的万向轴是空间万向轴 , 其中点也处于转向架回转中心的上方，使机车通过曲线时万向轴的工作条件较为良好，但这种布置方式的缺点是结构较复杂、传动元件较多、成本和重量较大，每套传动系统需要六根万向轴、一个中间支承、一个中间齿轮箱，东方红4型2001号机车制成后发现超重较多，机车实际总重达到150吨。因此，为了达到机车轴重在23吨以下的设计目标，资阳工厂的东方红4型机车采用了无中间齿轮箱的主传动系统，柴油机的安装位置靠近车体中部，液力变速箱紧靠司机室并安装在主车架上，柴油机输出的扭矩经第一万向轴输入液力变速箱，扭矩经过转换后从液力变速箱下部两端输出，经第二、第三、第四万向轴直接驱动车轴齿轮箱，采用这种布置方式的传动系统只需四根万向轴。
机车装用两台16V200Z型高速柴油机，与戚墅堰工厂的16V200ZJ-2型柴油机相比，16V200Z型柴油机采用资阳厂制造的45GP803B型涡轮增压器，曲轴主轴颈直径从160毫米加大到165毫米，调速器由带节流阻尼装置的液压调速器改为资阳厂自制的液压机械式调速器，主轴瓦和活塞的制造工艺亦有变化。柴油机小时标定功率为2500马力，装车运用功率为2250马力（1654千瓦），额定转速为每分钟1500转。机车装用资阳工厂制造的ZJ2022型液力变速箱，内装有一个B46型起动变扭器和一个B85型运转变扭器，并设有Z510型液力制动器。由于取消了可改变齿轮比的中间齿轮箱，东方红4型0002～0004号机车只能作为货运机车，最高速度定为100公里/小时。
1977年11月，东方红4型0002号机车开始进行10万公里运用考核，在成都铁路局西昌铁路分局和成都铁路分局管内进行正线牵引试验，试验区间包括成昆铁路西昌至金江、西昌至普雄、成渝铁路资阳至资中、资阳至成都等地。1978年6月至7月，东方红4型0002号机车完成了粘着性能试验。1978年11月，0002号机车转往北京铁路局丰台机务段，在京原铁路丰台西至灵丘、丰沙铁路丰台至沙城区间继续进行试验，直到1980年8月因车轴齿轮箱故障而返厂为止，结束了历时两年零九个月的试运行，期间累计走行99009公里，最终仍未能完成10万公里运用考核。0003号机车于1979年12月到达丰台机务段并开始试验，至1980年12月因柴油机故障而返厂。1981年5月，资阳内燃机车厂制造的三台东方红4型机车在贵阳铁路分局遵义机务段投入运用，担当川黔铁路遵义至贵阳南间的货物列车牵引任务，其中两台机车一直在遵义机务段运用至1988年。在川黔铁路上一台东方红4型机车可以顶替两台东风型柴油机车，能够牵引1050吨以27公里/小时通过20‰长大坡道，燃油消耗率约为62公斤/万吨公里，比双机重联的东风型机车低10～14%；但由于机车粘着重量比双机重联的东风型机车轻114吨，当牵引列车在坡道起动时也较容易发生空转。
东方红4型机车的试验过程一波三折，主要原因是柴油机可靠性问题。东方红4型机车在成昆铁路和京原铁路等地试运行时，多次发生因柴油机故障而机破停车的状况，机务部门对该型机车的印象亦不甚理想。除此之外，东方红4型机车所使用的预燃室式高速柴油机，燃油及机油消耗率高、零部件磨损大寿命短等问题始终未能得到妥善解决。相较之下，北京型柴油机车和东风4型柴油机车所使用的12V240ZJ型、16V240ZJ型中速柴油机，经历多年改良之后可靠性已有大幅提高，各项性能指标也接近世界先进水平。同时，随着电力传动柴油机车的技术进步，双机组大功率液力传动柴油机车大势已去。1982年7月，面对当时中国铁路运能紧张及柴油机车产能不足的形势，铁道部向资阳内燃机车厂下达指示，要求停止东方红4型机车和16V200Z型柴油机的试制试验，并准备转产东风4型柴油机车，结束了长期以来关于大功率柴油机车发展电力传动或液力传动的争论。

## 技术数据
| 车号                   | 4001                           | 0001                           | 2001                           | 0002           | 0003           | 0004           |
| ---------------------- | ------------------------------ | ------------------------------ | ------------------------------ | -------------- | -------------- | -------------- |
| 制造工厂               | 四方机车车辆厂                 | 戚墅堰机车车辆厂               | 戚墅堰机车车辆厂               | 资阳内燃机车厂 | 资阳内燃机车厂 | 资阳内燃机车厂 |
| 生产年份               | 1969年                         | 1971年                         | 1974年                         | 1977年         | 1979年         | 1981年         |
| 用途                   | 干线客货运                     | 干线客货运                     | 干线客货运                     | 干线货运       | 干线货运       | 干线货运       |
| UIC轴式                | C-C                            | C-C                            | C-C                            | C-C            | C-C            | C-C            |
| 轨距（毫米）           | 1,435                          | 1,435                          | 1,435                          | 1,435          | 1,435          | 1,435          |
| 轮径（毫米）           | 1,050                          | 1,050                          | 1,050                          | 1,050          | 1,050          | 1,050          |
| 设计轴重（吨）         | 21.8                           | 22.4                           | 23                             | 23             | 23             | 23             |
| 设计整备重量（吨）     | 131                            | 134                            | 138                            | 138            | 138            | 138            |
| 轴距（毫米）           | 1,800+2,300                    | 1,800+2,500                    | 1,800+2,250                    | 1,800+2,100    | 1,800+2,100    | 1,800+2,100    |
| 通过最小曲线半径（米） | 145                            | 125                            | 125                            | 145            | 145            | 145            |
| 转向架中心距（毫米）   | 11,400                         | 10,394                         | 13,910                         | 12,070         | 12,070         | 12,070         |
| 车钩中心线间距（毫米） | 21,000                         | 21,400                         | 23,050                         | 22,500         | 22,500         | 22,500         |
| 车体宽度（毫米）       | 3,105                          | 3,374                          | 3,375                          | 3,335          | 3,335          | 3,335          |
| 车体高度（毫米）       | 4,650                          | 4,694                          | 4,690                          | 4,775          | 4,775          | 4,775          |
| 柴油机                 | 2 × 16V200ZL                   | 2 × 16V200ZL-1                 | 2 × 16V200ZL-2                 | 2 × 16V200Z    | 2 × 16V200Z    | 2 × 16V200Z    |
| 装车功率（马力）       | 2 × 2,200                      | 2 × 2,250                      | 2 × 2,250                      | 2 × 2,250      | 2 × 2,250      | 2 × 2,250      |
| 装车功率（千瓦）       | 2 × 1,640                      | 2 × 1,654                      | 2 × 1,654                      | 2 × 1,654      | 2 × 1,654      | 2 × 1,654      |
| 燃油储备量（公斤）     | 7,000                          | 8,500                          | 8,000                          | 8,000          | 8,000          | 8,000          |
| 机油储备量（公斤）     | 2 × 720                        | 2 × 800                        | 2 × 800                        | 2 × 600        | 2 × 600        | 2 × 600        |
| 水储备量（公斤）       | 2 × 800                        | 2 × 1,000                      | 2 × 1,000                      | 2 × 1,100      | 2 × 1,100      | 2 × 1,100      |
| 传动方式               | 液力传动                       | 液力传动                       | 液力传动                       | 液力传动       | 液力传动       | 液力传动       |
| 液力传动箱             | SF2122                         | QS2025                         | QS2025                         | ZJ2022         | ZJ2022         | ZJ2022         |
| 传动油储备量（公斤）   | 2 × 890                        | 2 × 650                        | 2 × 650                        | 2 × 432        | 2 × 432        | 2 × 432        |
| 起动变扭器             | B5-5                           | QS1                            | QS1                            | B46            | B46            | B46            |
| 运转变扭器             | B9（B4-6）                     | QS2                            | QS2                            | B85            | B85            | B85            |
| 构造速度（公里/小时）  | 160（客运）／100（货运）       | 160（客运）／100（货运）       | 140（客运）／100（货运）       | 100            | 100            | 100            |
| 持续速度（公里/小时）  | 28（客运）／23（货运）         | 35（客运）／25（货运）         | 35（客运）／25（货运）         | 17.5           | 17.5           | 17.5           |
| 起动牵引力（公斤）     | 27,600（客运）／42,000（货运） | 44,000                         | 45,000                         | 45,540         | 45,540         | 45,540         |
| 持续牵引力（公斤）     | 18,200（客运）／36,000（货运） | 22,400（客运）／31,800（货运） | 20,000（客运）／28,200（货运） | 36,700         | 36,700         | 36,700         |

## 参看
- NY5型柴油机车
- NY6型柴油机车
- NY7型柴油机车
- 东方红6型柴油机车